# برو12 موسم 2011–12
برو12 موسم 2011–12 هو الموسم 11 من  بطولة اتحاد الرغبي. أقيم خلال الفترة 2 سبتمبر 2011 وحتى 27 مايو 2012، وكان عدد الأندية المشاركة فيه  12، وفاز فيه Ospreys (rugby union) ‏.